# I.S.R. Racing
I.S.R. Racing – czeski zespół wyścigowy, założony przez Igora Salaquardę, w 1993 roku. Jego synem jest Filip, który jest kierowcą wyścigowym i swoją karierę rozpoczynał w ekipie swojego ojca. Obecnie zespół startuje jedynie w Formule Renault 3.5 (od 2010 roku), jednak w przeszłości pojawiał się także na starcie Formuły 3000, Euroseries 3000, Formuły 3 Euro Series, Niemieckiej Formuły 3, Formuły BMW ADAC, Mistrzostw Europy Środkowej Super Tourning oraz Międzynarodowej Formuły Master.

## Historia

### Początki
Pierwszym zamierzeniem powstania zespołu był udział w Pucharze Peugeot 306. Trzy lata później zespół zaangażował się w serię Super Touring. W latach 1998–1999 stajnia Salaquardy sięgnęła po tytuł mistrzowski w Mistrzostwach Europy Środkowej tego serialu.
W sezonie 2001 zespół brał udział w wyścigach samochodów sportowych – FIA GT. Zawodnikami czeskiej ekipy byli wówczas Tomáš Enge, Justin Wilson i Antonín Charouz. Z Charouzem ISR sięgnęło po mistrzostwo w czeskiej kategorii wyścigów GT, mając do dyspozycji Porsche 911 GT3.

### Początki w seriach juniorskich
W 2002 roku I.S.R. Racing sięgnęło po tytuł wicemistrzowski w Euro Formule 3000, natomiast ich najlepszy zawodnik – Jaroslav Janis – zmagania zakończył na 3. miejscu. We Włoszech oraz Wielkiej Brytanii Czech po raz pierwszy w historii zespołu, stanął na najwyższym stopniu podium, w rywalizacji serii juniorskich.
Rok później Igor Salaquarda zaangażował swój zespół w zmagania Międzynarodowej Formuły 3000. Czech ponownie korzystał z usług Janisa oraz Yannicka Schroedera, którzy zostali sklasyfikowany odpowiednio na 7. i 12. miejscu w końcowej klasyfikacji. ISR uplasowało się na 6. pozycji.
W latach 2002–2003 czeska ekipa brała udział w Niemieckiej Formule BMW. W pierwszym sezonie startów zespół reprezentowali jego syn Filip oraz Tomas Kostka. W drugim partnerem Filipa był Jan Charouz. W pierwszym sezonie startów ekipa zmagania zakończyła na 15. miejscu, natomiast w drugim była dziewiąta.
W sezonie 2004 Igor wystawił jeden bolid swojemu synowi w Niemieckiej Formule 3. Filip sklasyfikowany został na 11. lokacie, natomiast zespół był dziesiąty. Podobnego ruchy dokonał również w kolejnych dwóch latach, w Formule 3 Euroseries. W żadnym z wyścigów młody Salaquarda nie zdobył punktów, natomiast w prestiżowym wyścigu Masters of Formuła 3 dojechał na odległej 27. miejscu.

### Formuła Master
W roku 2007 Salaquarda przeniósł swoją stajnię do Międzynarodowej Formuły Master. Dzięki postawie Niemca Maximiliana Götza, czeska ekipa uplasowała się na 8. pozycji, natomiast kierowca znalazł się na 9. lokacie.
W kolejnym sezonie etatowymi zawodnikami zostali Filip oraz kolejny z Niemców Tim Sandtler. Zdecydowanie lepiej spisał się drugi z kierowców, który zmagania zakończył na 14. miejscu, stając na podium w jednym z wyścigów, na portugalskim torze w Estoril. Syn Igora zdobył zaledwie trzy punty i uplasował się na 24. pozycji. Cały zespół rywalizację ukończył jako dziewiąty.
Ostatni sezon w Formule Master był najlepszym dla czeskiego zespołu, pomimo rozpoczęcia startów od trzeciej eliminacji, na torze Masaryk Circuit. Nowi zawodnicy Salaquardy – Czech Erik Janis oraz Amerykanin Alexander Rossi – kilkakrotnie stanęli na podium, a drugi z nich trzykrotnie zajął jego najwyższy stopień. Zdobyte punkty sklasyfikowały ich odpowiednio na 6. i 4. miejscu, natomiast I.S.R. Racing znalazło się na wysokiej 3. pozycji.

### Formuła Renault 3.5
W roku 2010 I.S.R. Racing przejął włoską ekipę RC Motorsport i zadebiutował w Formule Renault 3.5. Zawodnikami czeskiej stajni zostali Filip oraz Argentyńczyk Esteban Guerrieri (w jednym wyścigu zastąpił go Amerykanin Rossi). Debiutancki sezon okazał nadspodziewanie udany. Guerrieri pomimo opuszczenia dwóch eliminacji, rywalizację ukończył na 3. miejscu, z niedużą stratą do tytułu mistrzowskiego. W ciągu sezonu ośmiokrotnie stawał na podium, z czego aż sześciokrotnie na najwyższym stopniu. Młody Salaquarda dwukrotnie zameldował się w pierwszej trójce, natomiast cały sezon zakończył jako jedenasty. Zespół pięciokrotnie sięgnął po pole position, a także czterokrotnie po najszybsze okrążenie. W klasyfikacji generalnej sięgnęli po wicemistrzostwo.
W drugim sezonie współpracy nowymi kierowcami Salaquardy zostali aktualny wówczas wicemistrz serii oraz kierowca testowy Red Bull Racing, Australijczyk Daniel Ricciardo (dwukrotnie zastąpiony przez Brytyjczyka Lewisa Williamsona) oraz Francuz Nathanaël Berthon. Ricciardo sześciokrotnie stanął na podium, a podczas, a podczas zmagań na torze Monza, dwukrotnie startował z pierwszej pozycji, z czego w jednym startów wykorzystał to do zwycięstwa. Dodatkowe podium Berthona oraz wszystkie punkty uplasowały I.S.R. Racing na 3. miejscu, natomiast zawodnicy znaleźli się odpowiednio na 6. i 9. lokacie.
Na sezon 2012 ekipa zatrudniła Sama Birda oraz Jake Rosenzweiga. Jednak jedynie Bird spisał się na miarę oczekiwań. Dzięki 2 zwycięstwom i wymiernym wynikom w pozostałych wyścigach stanął na najniższym stopniu podium w mistrzostwach. To oraz dodatkowo 8 punktów Rosenzweiga dało ekipię czwartą lokatę w klasyfikacji generalnej.
W kolejnym, już czwartym sezonie startów, czeski zespół zatrudnił Siergieja Sirotkina oraz Christophera Zanellę w roli kierowców wyścigowych. Rosjanin stawał dwukrotnie na podium, a Szwajcar tylko raz. Zajęli oni odpowiednio dziewiątą i szesnastą pozycję w klasyfikacji generalnej. Sam zespół został sklasyfikowany na ósmym miejscu.
Na sezon 2014 postanowiono zatrudnić jedynie Jazemana Jaafara. Malezyjczyk dwukrotnie stanął na podium i z dorobkiem 73 punktów uplasował się na dziesiątej pozycji w końcowej klasyfikacji kierowców. Ekipa została sklasyfikowana na ósmym miejscu.

## Starty

### Formula Renault 3.5
| Rok  | Bolid                   | Kierowcy            | Wyścigi | Wygrane | PP | NO | Pkt | M.K. | M.Z. |
| ---- | ----------------------- | ------------------- | ------- | ------- | -- | -- | --- | ---- | ---- |
| 2010 | Dallara T08-Renault     | Esteban Guerrieri   | 13      | 6       | 3  | 4  | 123 | 3    | 2    |
| 2010 | Dallara T08-Renault     | Alexander Rossi     | 1       | 0       | 0  | 0  | 0   | NS   | 2    |
| 2010 | Dallara T08-Renault     | Filip Salaquarda    | 14      | 0       | 2  | 0  | 44  | 11   | 2    |
| 2011 | Dallara T08-Renault     | Lewis Williamson    | 4       | 0       | 0  | 0  | 0   | 33   | 3    |
| 2011 | Dallara T08-Renault     | Daniel Ricciardo    | 12      | 1       | 2  | 3  | 144 | 5    | 3    |
| 2011 | Dallara T08-Renault     | Nathanaël Berthon   | 17      | 1       | 1  | 4  | 37  | 13   | 3    |
| 2012 | Dallara FR35/12-Renault | Sam Bird            | 17      | 2       | 1  | 0  | 179 | 3    | 4    |
| 2012 | Dallara FR35/12-Renault | Jake Rosenzweig     | 17      | 0       | 0  | 0  | 8   | 21   | 4    |
| 2013 | Dallara FR35/12-Renault | Siergiej Sirotkin   | 16      | 0       | 0  | 0  | 61  | 9    | 8    |
| 2013 | Dallara FR35/12-Renault | Christopher Zanella | 16      | 0       | 0  | 0  | 25  | 16   | 8    |
| 2014 | Dallara-Renault         | Jazeman Jaafar      | 17      | 0       | 0  | 0  | 73  | 10   | 8    |

### Formuła 3 Euro Series
| Rok  | Bolid                    | Kierowcy         | Wyścigi | Wygrane | PP | NO | Pkt | M.K. | M.Z. |
| ---- | ------------------------ | ---------------- | ------- | ------- | -- | -- | --- | ---- | ---- |
| 2005 | Dallara F305-Spiess Opel | Filip Salaquarda | 20      | 0       | 0  | 0  | 0   | NS   | NS   |
| 2006 | Dallara F306-Spiess Opel | Filip Salaquarda | 20      | 0       | 0  | 0  | 0   | NS   | NS   |